# Divajeu
Divajeu est une commune française située dans le département de la Drôme, en région Auvergne-Rhône-Alpes.

## Géographie

### Situation et description
Divajeu est situé à 5 km au sud de Crest, dans la partie centrale du départent de la Drôme. La commune est rattachée à la Communauté de communes du Val de Drôme.

### Relief et géologie
En périphérie de la vallée du Rhône, la commune est bordée par le massif du Vercors au nord-est et par le Diois à l'est. Son altitude varie de 162 à 456 mètres.

### Hydrographie
La partie la plus septentrionale du territoire de la commune est bordé par le Drôme, un affluent, en rive gauche, du Rhône.

### Climat
Pour des articles plus généraux, voir Climat d'Auvergne-Rhône-Alpes et Climat de la Drôme.
En 2010, le climat de la commune est de type climat méditerranéen altéré, selon une étude du CNRS s'appuyant sur une série de données couvrant la période 1971-2000. En 2020, Météo-France publie une typologie des climats de la France métropolitaine dans laquelle la commune est exposée à un climat de montagne ou de marges de montagne et est dans la région climatique  Alpes du sud, caractérisée par une pluviométrie annuelle de 850 à 1 000 mm, minimale en été. 
Pour la période 1971-2000, la température annuelle moyenne est de 12,5 °C, avec une amplitude thermique annuelle de 17,4 °C. Le cumul annuel moyen de précipitations est de 966 mm, avec 7,3 jours de précipitations en janvier et 4,9 jours en juillet. Pour la période 1991-2020, la température moyenne annuelle observée sur la station météorologique de Météo-France la plus proche, sur la commune de Puy-Saint-Martin à 9 km à vol d'oiseau, est de 13,9 °C et le cumul annuel moyen de précipitations est de 923,0 mm,. Pour l'avenir, les paramètres climatiques de la commune estimés pour 2050 selon différents scénarios d'émission de gaz à effet de serre sont consultables sur un site dédié publié par Météo-France en novembre 2022.

## Urbanisme

### Typologie
Au 1er janvier 2024, Divajeu est catégorisée commune rurale à habitat dispersé, selon la nouvelle grille communale de densité à 7 niveaux définie par l'Insee en 2022.
Elle est située hors unité urbaine. Par ailleurs la commune fait partie de l'aire d'attraction de Crest, dont elle est une commune de la couronne,. Cette aire, qui regroupe 17 communes, est catégorisée dans les aires de moins de 50 000 habitants,.

### Occupation des sols
L'occupation des sols de la commune, telle qu'elle ressort de la base de données européenne d’occupation biophysique des sols Corine Land Cover (CLC), est marquée par l'importance des territoires agricoles (52,7 % en 2018), une proportion sensiblement équivalente à celle de 1990 (52,8 %). La répartition détaillée en 2018 est la suivante : 
forêts (44,9 %), zones agricoles hétérogènes (29,4 %), terres arables (23,3 %), milieux à végétation arbustive et/ou herbacée (1,7 %), espaces ouverts, sans ou avec peu de végétation (0,7 %). L'évolution de l’occupation des sols de la commune et de ses infrastructures peut être observée sur les différentes représentations cartographiques du territoire : la carte de Cassini (XVIIIe siècle), la carte d'état-major (1820-1866) et les cartes ou photos aériennes de l'IGN pour la période actuelle (1950 à aujourd'hui).

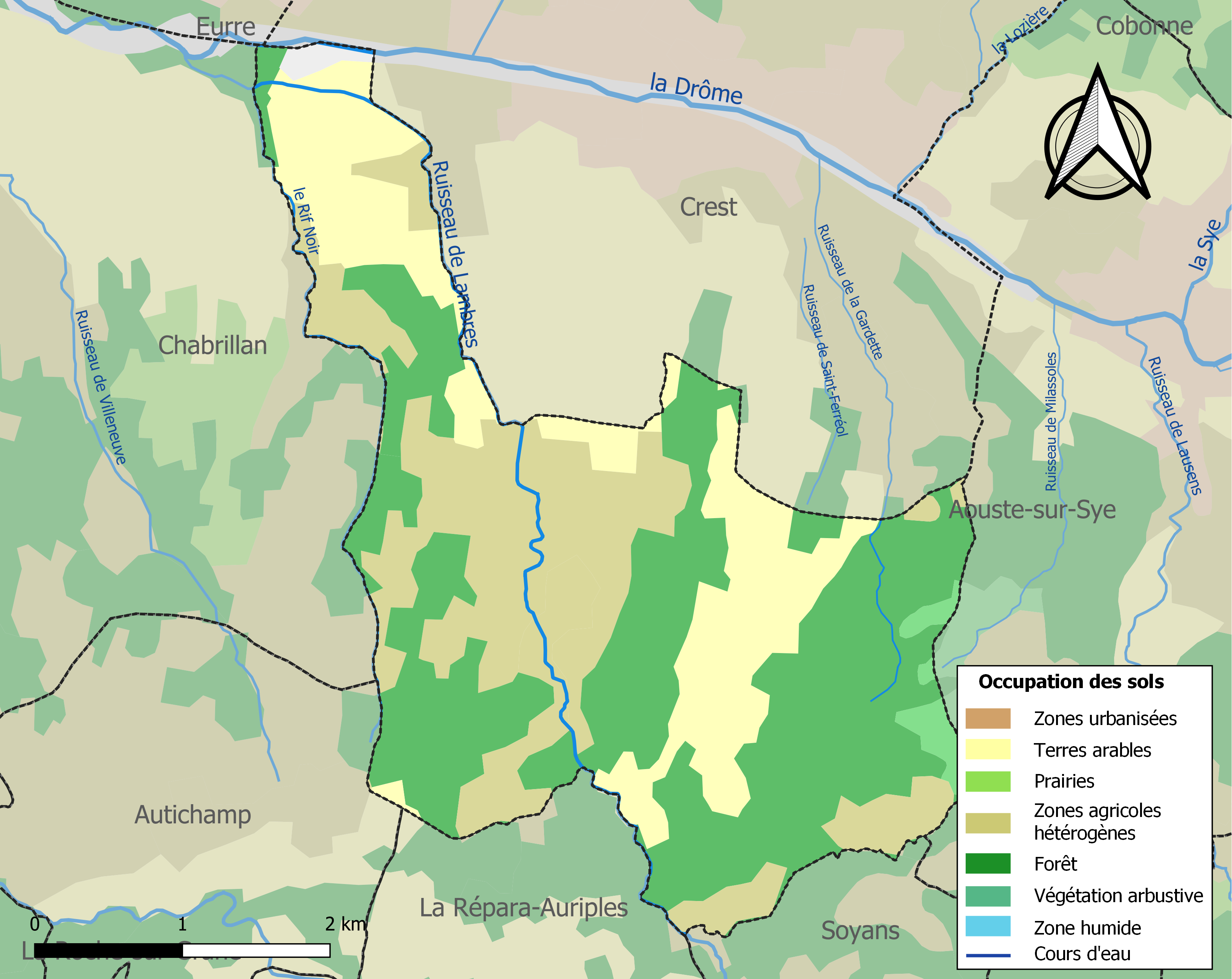
Carte des infrastructures et de l'occupation des sols de la commune en 2018 (CLC).

### Morphologie urbaine

#### Quartiers, hameaux et lieux-dits
Site Géoportail (carte IGN) :
- Châtelard
- Choméane
- Colombier (nord)
- Colombier (sud)
- Courton
- Farauvert (nord)
- Farauvert (sud)
- Fournache
- Fourrès
- Gonard
- Haut Divajeu
- Huguenot
- la Condamine
- Lambres
- le Clerc
- le Grésou
- le Mats
- le Mazorel
- le Pin
- les Arbods
- les Berthouins
- les Chantres
- les Guérines
- les Noyeries
- les Pignes
- les Porteronds
- les Trois Vernes
- l'Homme
- Mathieu
- Morin
- Peyrambert
- Pialoux
- Poncet
- Ranchy
- Rousset
- Saint-Rome
- Vincenty

## Toponymie

### Attestations
Dictionnaire topographique du département de la Drôme :
- 1145 : castrum de Devajua (cartulaire de Die, 34).
- 1188 : Devajua (charte des libertés municipales de Crest).
- 1201 : Devajuda (Valbonnais, I, 121).
- 1213 : Deu ajuda (de Coston, Hist. de Montélimar, I, 527).
- 1245 : Dievajua (cartulaire de Bourg-lès-Valence, 73).
- 1269 : de Dei Adjutorio (cartulaire de Bourg-lès-Valence, 88).
- 1277 : Deajua et Diefadjua (inventaire des dauphins, 7, 10).
- 1308 : castrum Dei Adjutorii (inventaire des dauphins, 219).
- XIVe siècle : mention de la paroisse : capella de Dei Adjutorio (pouillé de Die).
- 1562 : Dieu adjoue (de Coston, Hist. de Montélimar, II, 172).
- 1575 : Divajo (Mémoire des frères Gay).
- 1581 : Dievadjeu (parcellaire de Vaunaveys).
- XVIIIe siècle : Divoge (archives municipales de Crest).
- 1891 : Divajeu, commune du canton de Crest-sud, dont le chef-lieu est au village de Lambres.

### Étymologie
Le nom de Divajeu est formé sur le latin Deu ajua, issu de Deus adjuva, expression d'un souhait dont la réalisation était demandé à Dieu.

## Histoire
Pour un article plus général, voir Histoire de la Drôme.

### Antiquité: les Gallo-romains
Fragment d'épitaphe romaine.

### Du Moyen Âge à la Révolution
Les seigneuries :
- Au point de vue féodal, la communauté de Divajeu formait trois terres ou seigneuries : Choméane, Divajeu et Lambres.
- Premièrement possédée par les Arnaud de Crest.
- 1145 : les Arnaud la soumettent au fief des évêques de Die.
- La terre passe aux Viennois.
- Début XVe siècle : vendue aux Eurre.
- Passe (par héritage) aux Ponton (ou Pontez) et aux Chily.
- Vendue aux Giraud.
- 1589 : passe (par mariage) aux Sibeud de Saint-Ferréol.
- 1727 : passe (par mariage) aux Lattier de Bayanne, derniers seigneurs.

Avant 1790, Divajeu était une communauté de l'élection de Montélimar, subdélégation de Crest et du bailliage de Die.

Elle formait deux paroisses du diocèse de Die : Divajeu et Lambres. La paroisse de Divajeu, en particulier, avait son église sous le vocable de Saint-Blaise et ses dîmes appartenaient au chapitre de Crest.
Un péage est mentionné au XVIIIe siècle.

### De la Révolution à nos jours
En 1790, Divajeu devient une municipalité du canton de Chabrillan. La réorganisation de l'an VIII (1799-1800) fait entrer ce canton dans celui de Crest-Sud.

## Politique et administration

### Liste des maires
| Période                                                                      | Période                       | Identité                            | Étiquette | Qualité       |
| ---------------------------------------------------------------------------- | ----------------------------- | ----------------------------------- | --------- | ------------- |
| Les données manquantes sont à compléter. : de la Révolution au Second Empire |                               |                                     |           |               |
| 1790                                                                         | 1871                          | ?                                   |           |               |
| Les données manquantes sont à compléter. : depuis la fin du Second Empire    |                               |                                     |           |               |
| 1871                                                                         |                               | ?                                   |           |               |
| 1874                                                                         |                               | ?                                   |           |               |
| 1878                                                                         |                               | ?                                   |           |               |
| 1884                                                                         |                               | ?                                   |           |               |
| 1888                                                                         |                               | ?                                   |           |               |
| 1892                                                                         |                               | ?                                   |           |               |
| 1896                                                                         |                               | ?                                   |           |               |
| 1900                                                                         |                               | ?                                   |           |               |
| 1904                                                                         |                               | ?                                   |           |               |
| 1908                                                                         |                               | ?                                   |           |               |
| 1912                                                                         |                               | ?                                   |           |               |
| 1919                                                                         |                               | ?                                   |           |               |
| 1925                                                                         |                               | ?                                   |           |               |
| 1929                                                                         |                               | ?                                   |           |               |
| 1935                                                                         |                               | ?                                   |           |               |
| 1945                                                                         |                               | ?                                   |           |               |
| 1947                                                                         |                               | ?                                   |           |               |
| 1953                                                                         |                               | ?                                   |           |               |
| 1959                                                                         |                               | ?                                   |           |               |
| 1965                                                                         |                               | ?                                   |           |               |
| 1971                                                                         |                               | ?                                   |           |               |
| 1977                                                                         |                               | ?                                   |           |               |
| 1983                                                                         |                               | ?                                   |           |               |
| 1989                                                                         |                               | ?                                   |           |               |
| 1995                                                                         |                               | ?                                   |           |               |
| 2001                                                                         |                               | ?                                   |           |               |
| 2008                                                                         | 2014                          | René Estéoulle                      | DVG       | retraité      |
| 2014                                                                         | 2020                          | René Estéoulle                      |           | maire sortant |
| 2020                                                                         | En cours (au 17 février 2021) | René Estéoulle[source insuffisante] |           | maire sortant |

## Population et société

### Démographie
L'évolution du nombre d'habitants est connue à travers les recensements de la population effectués dans la commune depuis 1793. Pour les communes de moins de 10 000 habitants, une enquête de recensement portant sur toute la population est réalisée tous les cinq ans, les populations de référence des années intermédiaires étant quant à elles estimées par interpolation ou extrapolation. Pour la commune, le premier recensement exhaustif entrant dans le cadre du nouveau dispositif a été réalisé en 2006.

En 2022, la commune comptait 687 habitants, en évolution de +7,85 % par rapport à 2016 (Drôme : +2,64 %, France hors Mayotte : +2,11 %).
| 1793 | 1800 | 1806 | 1821 | 1831 | 1836 | 1841 | 1846 | 1851 |
| ---- | ---- | ---- | ---- | ---- | ---- | ---- | ---- | ---- |
| 424  | 424  | 484  | 552  | 499  | 540  | 499  | 565  | 584  |

| 1856 | 1861 | 1866 | 1872 | 1876 | 1881 | 1886 | 1891 | 1896 |
| ---- | ---- | ---- | ---- | ---- | ---- | ---- | ---- | ---- |
| 561  | 597  | 552  | 552  | 563  | 536  | 634  | 520  | 515  |

| 1901 | 1906 | 1911 | 1921 | 1926 | 1931 | 1936 | 1946 | 1954 |
| ---- | ---- | ---- | ---- | ---- | ---- | ---- | ---- | ---- |
| 512  | 514  | 472  | 426  | 404  | 350  | 321  | 311  | 304  |

| 1962 | 1968 | 1975 | 1982 | 1990 | 1999 | 2006 | 2011 | 2016 |
| ---- | ---- | ---- | ---- | ---- | ---- | ---- | ---- | ---- |
| 306  | 313  | 341  | 354  | 400  | 544  | 564  | 608  | 637  |

| 2021 | 2022 | - | - | - | - | - | - | - |
| ---- | ---- | - | - | - | - | - | - | - |
| 679  | 687  | - | - | - | - | - | - | - |

### Enseignement
La commune relève de l'académie de Grenoble.

### Loisirs
- Randonnée[15].
- Chasse[15].

### Médias
Le territoire de la commune se situe dans l'aire de diffusion de plusieurs médias :
- Presse écrite
  - Le Crestois, hebdomadaire de la vallée de la Drôme.
  - Le Dauphiné libéré, quotidien régional qui consacre, chaque jour, y compris le dimanche, dans son édition de « Valence-Drôme » un ou plusieurs articles à l'actualité du canton et de la commune, ainsi que des informations sur les éventuelles manifestations locales, les travaux routiers, et autres événements divers à caractère local.
  - L'Agriculture Drômoise, journal d'informations agricoles et rurales, couvre l'ensemble du département de la Drôme.
  - Drôme Hebdo (ancien Peuple Libre), hebdomadaire chrétien d'informations.
- Presse audio-visuelle
  - Radio Saint Ferréol est une radio locale émise depuis Crest.
  - Ici Drôme Ardèche est une radio publique diffusée sur son territoire.

## Économie

### Agriculture
En 1992 : céréales, vergers, vignes, ovins, porcins, caprins, aviculture.

## Culture locale et patrimoine

### Lieux et monuments
- Ruines du château médiéval et du village fortifié sur une crête de calcaire (prolongement sud de la « Raye », la même qui supporte le donjon de Crest). Il disposait de remparts avec des tours rondes, dont subsistent quelques vestiges, et de surplombs calcaires défensifs[réf. nécessaire].

À l'intérieur de l'enceinte, disposée sur le dernier éperon sud, une église (XIe siècle) dont il ne subsiste qu'une abside encore utilisée (entre autres) pour la Saint-Blaise, patron de la commune. Une crypte accueille les restes de deux moines tués à la Révolution[réf. nécessaire].
Un portail (XVe et XVIe siècles) en arc d'ogive subsiste dans la partie préservée grâce à la présence d'une habitation accolée et du cimetière[réf. nécessaire].
- Traces de fortification médiévale à La Croix, au sommet du rocher dominant Divajeu à 1 km au nord[réf. nécessaire].
- Petit château de Vincenty[15].
- Chapelle du XVIIe siècle[15].
- La Vierge du Vœu[réf. nécessaire].
- Lambres : église du XIXe siècle[15].
- Église Saint-Blaise de Divajeu.
- Église Saint-Lambert de Lambres.

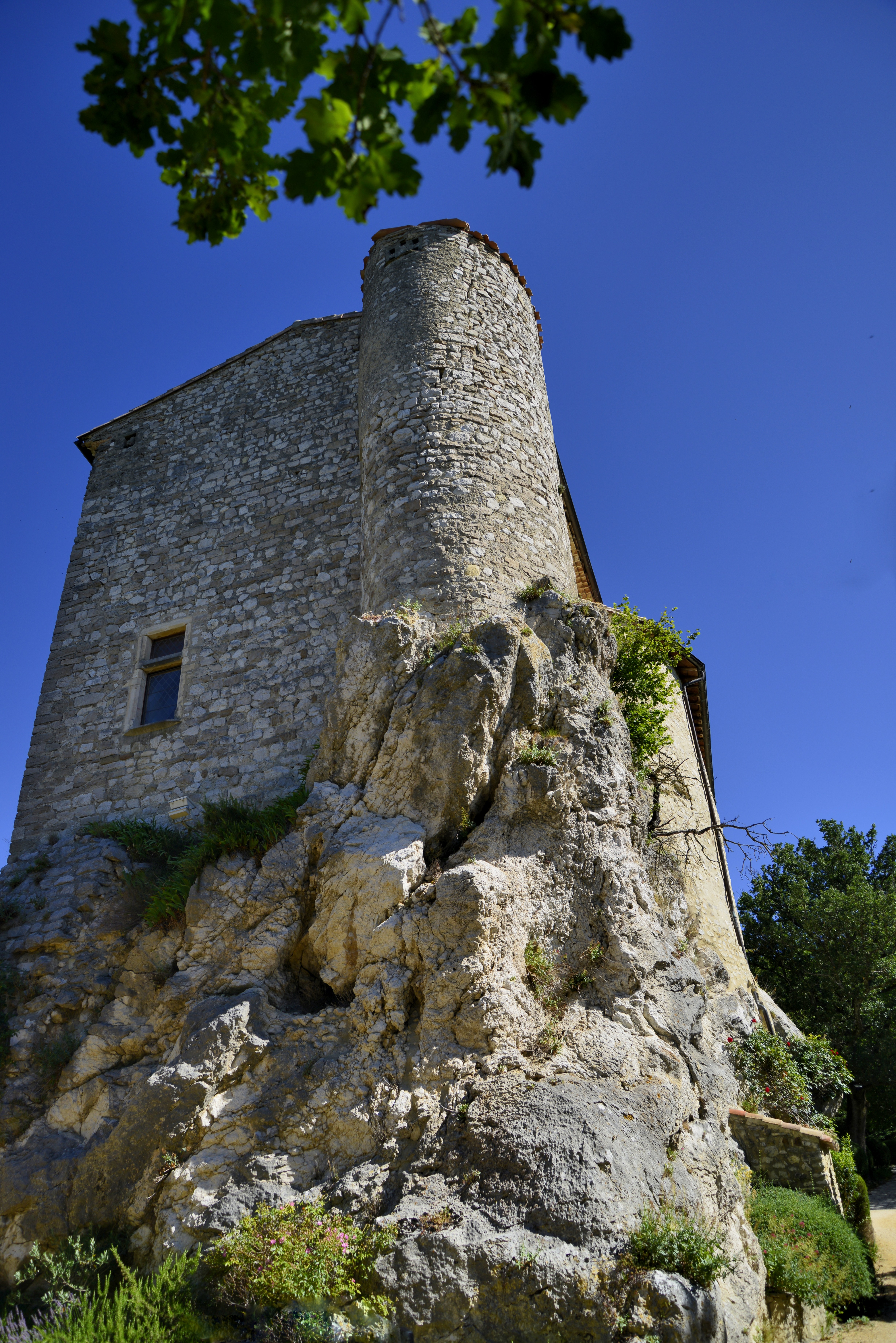
Vue du sud du château de Divajeu.
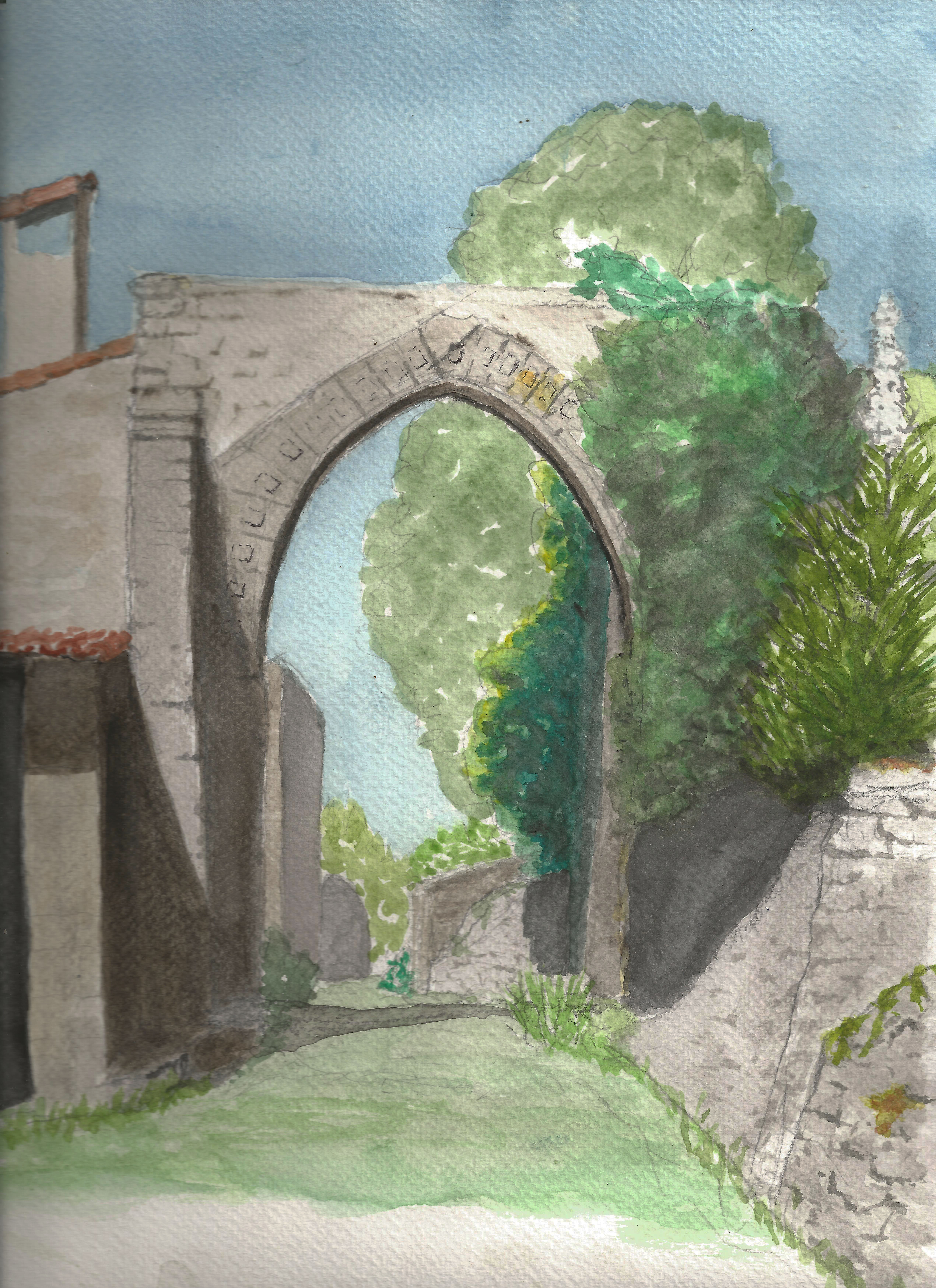
Entrée de l'enceinte médiévale du château.
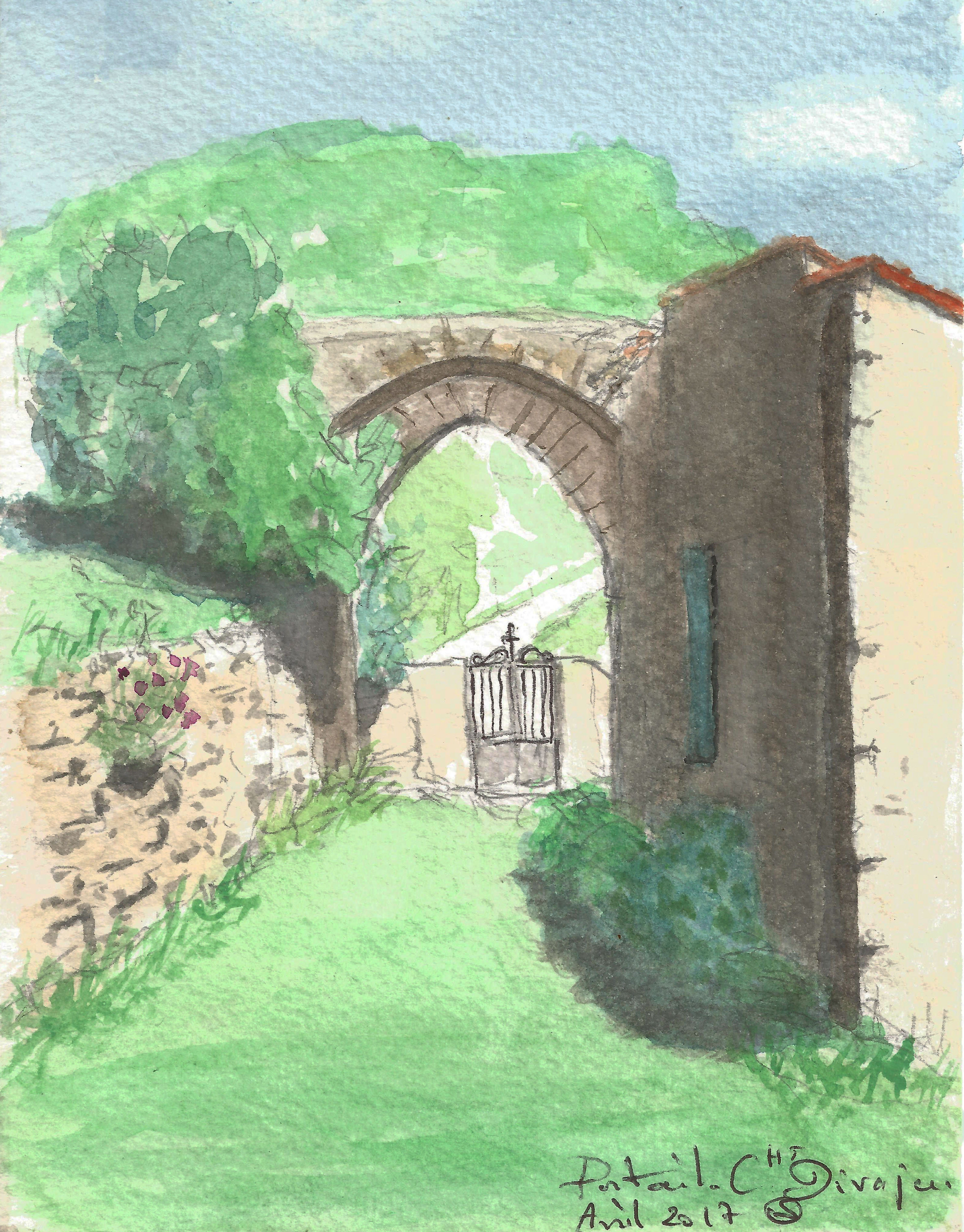
Intérieur de l'enceinte médiévale du château.
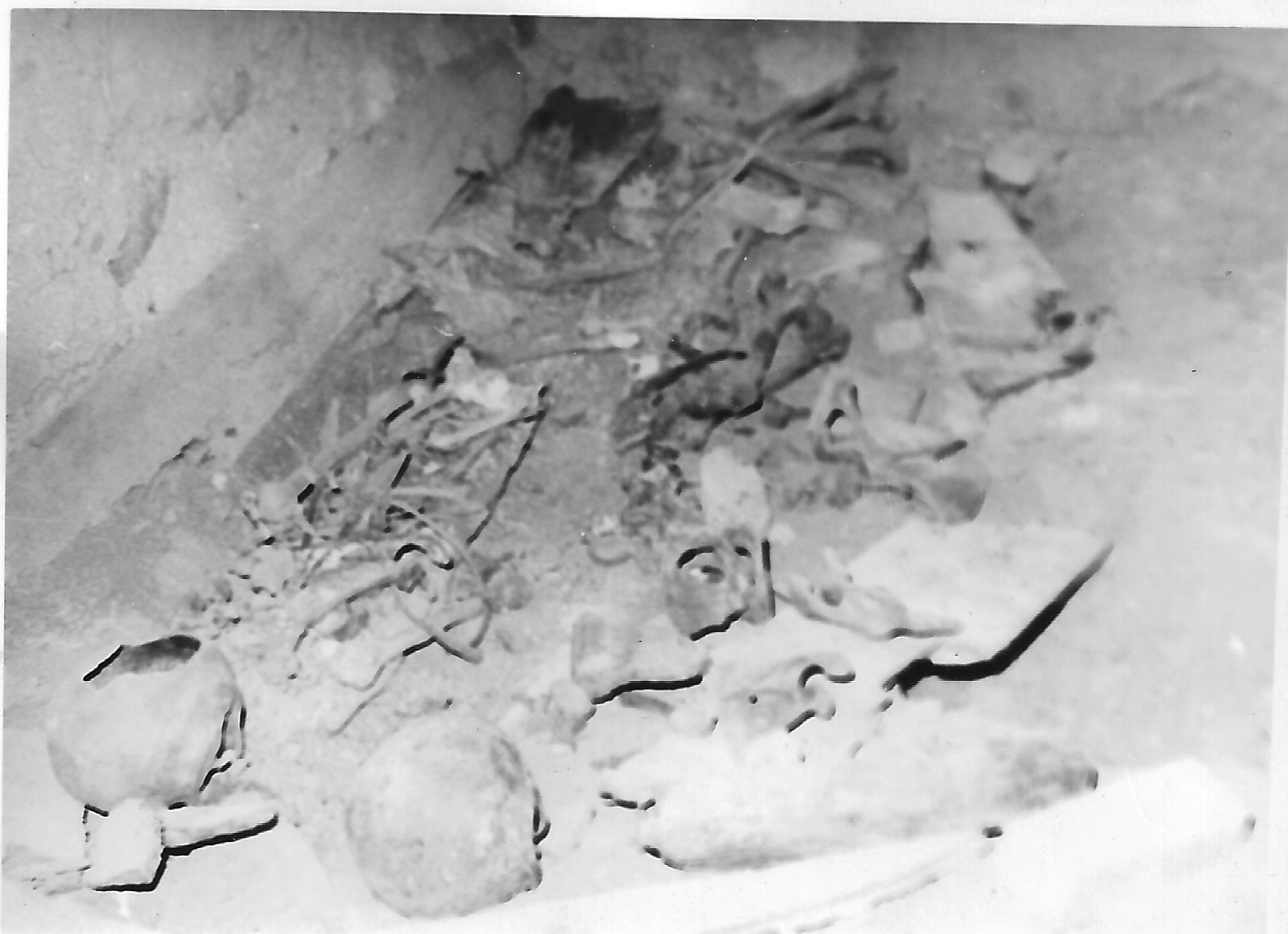
Crypte du château de Divajeu (1970). Depuis elle a été vandalisée.
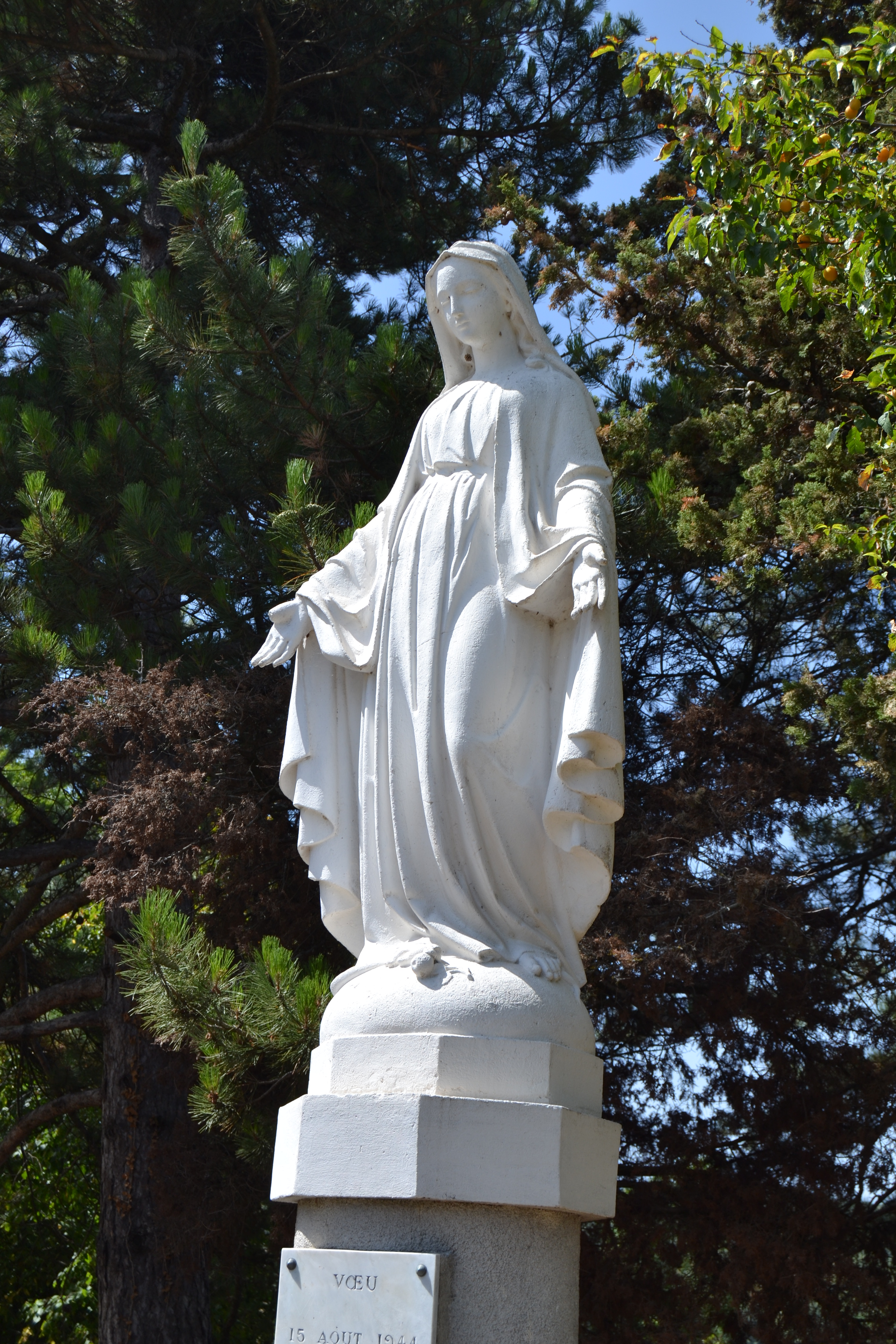
Vierge du Vœu.

### Héraldique, logotype et devise
|  | Divajeu possède des armoiries dont l'origine et le blasonnement exact ne sont pas disponibles. |